# Ilmar Kullam
Ilmar Kullam (nacido el 15 de junio de 1922 en Tartu, Estonia y muerto en la misma ciudad el 2 de noviembre de 2011) fue un jugador soviético de baloncesto. Consiguió cuatro medallas en competiciones internacionales con la selección de la Unión Soviética.